# Zábřeh (klein district)
Správní obvod obce s rozšířenou působností Zábřeh (Nederlands: Administratief district van de gemeente met uitgebreide bevoegdheid Zábřeh, afgekort SO ORP Zábřeh) is een van de drie administratieve districten van gemeenten met uitgebreide bevoegdheid (správní obvody rozšířené působnosti obcí) in het Tsjechische district Šumperk in de regio Olomouc. Het administratief district is in 2003 opgericht en binnen het district vallen 28 gemeenten. De stad Zábřeh is de enige  gemeente met bevoegd gemeentebestuur (obec s pověřeným obecním úřadem).

## Lijst van gemeente
De obce (gemeenten) in de SO ORP Zábřeh. De vetgedrukte plaatsen hebben stadsrechten. De cursieve plaatsen zijn steden zonder stadsrechten (zie: vlek).
Bohuslavice - Brníčko - Drozdov - Dubicko - Horní Studénky - Hoštejn - Hrabová - Hynčina - Jedlí - Jestřebí - Kamenná - Kolšov - Kosov - Lesnice - Leština - Lukavice - Nemile - Postřelmov - Postřelmůvek - Rájec - Rohle - Rovensko - Svébohov - Štíty - Vyšehoří - Zábřeh - Zborov - Zvole